# ももこACTIVITY
『ももこACTIVITY』（ももこアクティヴィティー）は水田恐竜による日本の漫画作品。単行本『放課後キッチン』1巻・2巻に掲載された。

## 概要
自称正義の味方ももこが悪の偽造組織フェイカーと戦う4コマギャグ漫画。世界観は姉妹作である『放課後キッチン』とは大きくかけ離れた非現実的なものである（例　超能力を使う。高性能な人造人間や下手をしたら世界がめちゃくちゃになるような発明品の登場など）。ところが、悪と直接戦うような描写よりも、ももこがバイト先などで起こる謎の人物の登場や発明品の紹介・または彼女が持つ超能力などのネタが多い。
さらに悪役であるフェイカーも、首領が中途半端な偽造（ももこいわく貧乏性または虚しい事件）ばかりしており部下が1人しかおらず、挙句の果てにはその部下にも見捨てられるという間抜けな展開だった。
また1990年の『モーニング増刊』（講談社）（単行本ではじゃじゃ忍トリッパーに掲載）に掲載された『不燃性廃棄物』には「電動美女（エレクトレディ）モモコ」というネタがあったが、彼女は普通のOLが変身するため同一人物ではない（ただし性格はほとんどももこと変わらず天然ボケ。さらに初登場時の「別に強いわけじゃない」と解説され犯されるオチも被っている）。
また姉妹作の『放課後キッチン』の1巻ではももことQちゃんがテレビに出ているシーンがあり、2巻の中扉「ちかこちゃんきせかえセット」にももこの衣装が登場している。

## 登場人物
ももこ
自称正義の味方で21歳。ただし職業はほとんどフリーアルバイターで色々なバイトを掛け持ちしている（彼女いわく正義の味方じゃ食ってけないから）。また学歴は短大卒でそれを活かして家庭教師をしたこともある。
料理はイマイチだが工作は大得意で、2011年現在の科学では無理に近い発明も成功させている（代表的なのは人造人間Qちゃん）。
ただし、そのほとんどが役にたたないものや、威力が強すぎて日本をパニックに陥れたこともある。材料はどこで手に入れているのかは不明。
また、露出度の高い衣装（レオタード）とVの字をかたどったヘアバンド（ただし特別な効果はない）を年中身に付けている（バイト先でも身に付けており、時々レオタードがちらりと見えることも）。そのため夏は日焼けし、冬は寒さに悩まされる上、「子供の教育に悪い」などと後ろ指を刺されているが「若いうちは出し惜しみしない」と志しているため、なんとか耐えている。
超能力も少しは持っているが、初めの設定では使いすぎると2日は寝込むという弱点があった。また、後半から超能力のやり方を忘れてしまった[1]。
性格は非常に天然（子供臭い）で、いい年をしてウルトラマンを信じていたり、ウォータースライダーが楽しくて何回も滑ろうとしたり、事件の現場に入り込もうとする事も（その時は野次馬扱いされて、ぐずり出した）また正義の味方は小学生の頃に担任の先生に「将来の夢」を質問されたときに答えたものである。
スタイルに自信があるのに男にモテない事が悩みだがみおちゃんに「そのカッコウがちょっと」と指摘されても「どこが変？」と返したため全く気づかなかった。また公園でエッチしているカップルを驚かした後泣いてしまったこともあるが、実はモテるようでももこがバイト先の銭湯に通っている男性に惚れられていたり、後述のレッドブルマでは男性ファンがつくほどである。ただし銭湯の時は惚れていた男性の好意に気づかず「5分だけよ」と番台をやらせていたので、みおちゃんから「そんなんだから男できないのよあんたは」とつっこんだ。
11月9日（119番の日）に一般人にもかかわらず消防署の一日署長をやったが、防災訓練でQちゃんに宇宙怪獣の扮装をさせたり自衛隊を出動要請したり、バズーカでぶんか社のビルを破壊したり最終的には幕僚長を呼び「国民の血税を何に使ってんだ」と訴えたりとやりたい放題だった。
みおちゃん
漫画家で、ももこの数少ない友人。ももこをアシスタントのバイトとして雇っている。可愛い外見に似合わずタバコが好きでくわえながら話すことが多い。
また漫画家らしく締切目前になるとヤケを起こし、たまたま手伝いに来たももこを「正義の味方が来たから締切なんか怖くない」と暴れ出したこともある。その他にも年末で忙しい時には人魂が出て最終的にはとても普段の彼女とは思えない位の顔に変わってしまった[2]。
Qちゃん
ももこが一人暮らしはさみしいという理由から、発明した究極ロボット（人造人間）。外見はももこそっくり。
初めはロボットらしく「ご主人様」と呼んだが、ももこはいやらしいイメージ（SMの女王様）がわいたため別の呼び方にしてくれと言われたとき、「オ姉サマ」と呼んだ事がある。以後その事から、姉妹と呼ばれるようになる。
動力は乾電池だがももこが大勢でご飯を食べると美味しいと言う理由でご飯を食べることができる。また食べ物は消化しないので便は臭わない。
ももこの家の仕事をほとんどQちゃんがこなすのでももこは「人間として堕落する。嫁に行けなくなる。」と嘆いた（ももこは手伝おうとしたがその翌朝ぬか漬けをQちゃんが一人でやっていたことに驚く）。
ロボットなので感情表現が苦手で、顔を分解し「口裂け女」とニュースになったり、ちょっと照れるときは口が「梅干し」を食べた時のような顔をしたことがある。
また、飛行機を下から持ち上げ多くの命を救ったという大手柄を立てた事もある（そのときは周囲はももこの超能力での活躍と思っていた。ただしQちゃんはももこが発明したので、みおちゃんは「2人ともお手柄だよ」と褒めていた）。
フェイカー首領
国際偽造組織フェイカーの首領。
外見はスーツを着て覆面にサングラスといった、中途半端な格好をしている。
偽造組織だが、偽札は「ワシのプライドが許さない」ということから、造らない（一度運営資金がピンチになり、偽札を造った事もあったが、予算の都合でワラ半紙しか使えずバレてしまった）。
葉巻を吸っているが部下に「ガスも電気も止められてしまいますよ」と言われた時には葉巻が短くなっていた。
ももこが住んでいるすぐ近所の商店街でウルトラマンショーのバイトをしていたが肝心の目元だけが隠れておらず、ももこを泣かせたことがあった。
フェイカー部下
フェイカー首領の唯一の部下。
外見は首領と同じ格好（目元は首領と違って本格的）。
主な仕事は印刷と会計という名前の帳簿。
しかし首領の訳のわからないプライドやこだわりに振り回され、自ら退職届を出すことに。
八ちゃん
ももこが生きたタコを捌いてみようしたが捌けなかったという理由で飼われたタコ。
ももこの命令でゴミ（雑誌）を拾わされたり、タコ墨を吐いてインクがわりにされて、みおちゃんが怒ったこともある（命令したももこに対して）。
最後の回で、家出して住宅街の生ゴミをネコとケンカしながら漁っていた。
謎の京女
左目に泣きぼくろがある。突然現れて「みだりに生態系を乱してええんどすか？」といったり、ピエロを鼻で笑ったり、秘密を見抜いたりと色々と謎が多い京女。
目玉の親父
道でももこに「何をしているんですか」と尋ねられ、コンタクトレンズを落とした事を伝えるとももこは知らなかったとショックを受けた。
取引仮面インサイダー
ももこが港で不正なインサイダー取引が行われている所を偵察したが、彼の訳のわからない扮装にももこは「世の中の仕組みがわからない」と嘆いた。
坂本龍一
街を歩いている時にももこにサインを求められるが、どこに書けばいいのかわからないので結局ももこのパンツに書いた（ももこはパンツを額ぶちに飾ったが「あ〜洗いたいでも洗えない」と泣いていた）。
ももこの小学校時代の担任
ももこが将来正義の味方になると言った時は少々戸惑い気味だったが、同窓会ではももこ以外の人が現実的な事を言っているのに対してももこが正義の味方を主張しているのを見て少し感動していた。
あゆみちゃん
コンビニにある募金箱の「あゆみの箱」を開けてお金を袋に入れる少女[3]。
怪人10面相
10の顔を持ち誰も素顔は知らないが、照れながらアダルトビデオを返却していた。
睡魔
みおちゃんとももこが漫画を徹夜で描き、眠いのを我慢している最中現れた一つ目の化け物。みおちゃんとももこはなんとか対抗するが睡魔に負けて眠ってしまった。
吐黒巻造
ももこ達の前に突然現れて自分の名前と年齢（21歳）を告白したが同い年のももこにどつかれてしまう。更にボロボロになりながら職業と「こんな私と文通してみたいと思う人は」と言うがももことみおちゃんにどつかれてしまった。
『笑ゥせぇるすまん』の喪黒福造がモデル。
作者いわく「このネタは夢で見たまんまです」とのこと。
運動会仮面レッドブルマ
ももこが町民大運動会に参加するために扮装したもの。その扮装をしている時は一言も喋らない。
男性ファンが多く毎年参加することを期待されており、レッドブルマが何かするたびに「〇〇だ。〇〇だぞ」と叫ばれる。
ブルマーの尻の部分に広告が書かれておりその時は矢沢精肉店だった。その後来年の広告の入札を行ったが、商工会会長がエリア別の広告費一覧を見せた時は怒り出しノしてしまう。
パン食い競争に参加したが3着で割引券を貰った（1着になった通行人はレッドブルマのファンからの声援のせいでかなり浮いてしまった）。
ファンいわく登場シーンや退場シーンも年々凝っておりモスラの幼虫の扮装をしたり、Qちゃんが登場してレッドブルマを拾って退場したりしていた（ファンいわくウルトラマンの最終回のようだとのこと）。
トリップするのが好きな男女
彼らがトリップしている最中突然ももこが現れて、年末進行中のみおちゃんの漫画製作のアシスタントを無理矢理させられてしまい、仕事をしている最中は不眠不休かつ食べ物はチョコレートで飲み物はブラックコーヒーか眠気覚ましの栄養ドリンクしか貰えなかった。
またみおちゃんは「3日は寝かせないぞ」と宣言したが一週間も寝かせて貰えず彼らは思う存分トリップしたがヘロヘロな状態で献血をさせられた（ももこいわくトリップした状態での献血が効くとのこと）。

## ももこの超能力
念動力
ももこが作中で初めて発動した。当初は「ちょっとだけ使える」という設定から立ちションをしている途中の酔っ払いのおじさんのズボンのチャックを上げて陰茎を締め付けた（おじさんは気づいておらずパニックに陥った）。また、卵が床に落ちそうな時は力を振り絞り念動力を発動し卵を止めたが前述の通り、力の使いすぎのため2日も寝込んでしまった。その後は訓練を続けたためか、紙飛行機を自由に操ったり、薬屋のガラスのケースを浮かすまでに成長した。
テレパシー
ももこが「読者のみなさんにある言葉を伝えます。」と言って、突然「若い娘が…♪」と歌いだし「今頭に浮かんだ言葉をここ（空白の3コマ目）に書いてください」というただのクイズ形式のようなものだったため読者から雑誌を投げつけられた（答えは「うっふん」）。
透視能力
ももこが麻雀の最中に「私はとーし能力がある」と発言。だがそれは、麻雀用語の「通し」だった（みおちゃんがリーチといった瞬間、「とーし」と返しただけ）。
その後はちゃんとした透視能力を身に付けたがビタミンA不足だと透視ができない（その時は「かぼちゃの煮付け」、「生卵」、「レバニラ炒め」で回復した）。
人には絶対明かせない能力
ももこがした便の長さ、重さを感触や音で計る能力だが全く役に立たない。
予知能力
大根が足りないため、買い物に行こうとしたときはっとして突然大根おろしを作ってしまう。これはなんの予感と感じた後にサンマを買いにいった（ただしこういう現象を「ただ単に食べたくなったともいう」ため予知能力とは言えない）。

## ももこの発明品
全自動調理機
ももこが作中初めて発明したもの。料理の出来栄えはももこいわく「うますぎる」というレベルだったが、妬みはじめて破壊してしまった（なお、一緒に食事していたみおちゃんは普通に美味しいと喜んでいた）。
重力遮断おべんと箱
どんなに乱暴してもご飯がかたよらない弁当箱。その時はももこが乱暴に扱ったため本体はボロボロだった。
電磁アンブレラ
欠点は電車の中に置き忘れやすいというところだが、それはただ単にももこの欠点だとみおちゃんにつっこまれた（みおちゃんは「こりはすごい!!」と驚いていたため、性能そのものは認めていた）。
究極ロボットQちゃん
上記のQちゃんを参照。
自爆装置
ももこがスリ対策のために自分の財布に取り付けたもの。そのときスリを見つけることができたが、同時に現金もパーになってしまった。
月面でもふっくらゴハンが炊ける圧力鍋
ももこが前述の自爆装置のせいで大赤字になったときに現金調達のために発明したもの。質屋に2万円で押し付けたが、「訳のわからないもの」と言い返されて、現金はもらえたのか不明。
バーチャル・リアリティー
Qちゃんの頭の調子が悪いので、テレビで代用したもの。リモコンを使ってチャンネルを変えることもできる。バーチャルリアリティーは発明品の名前ではなく、料理番組でQちゃんが料理を作った時の感想だった。
エコロジー・ゴン
ももこが作ったリサイクルロボ。歩いて捨ててあるアルミ缶を拾っては食べて、新しいアルミ缶を再生するが、道端に転がるため回収能力はない。
扇風機
ももこがちょっと強めの扇風機を造るつもりだったが、あまりの強さに空を飛び大型台風を引き起こす大惨事を起こしてしまう。
ゆかい時空発生装置
やりくりが大変で憂鬱なみおちゃんのためにももこが発明した。これを使うと愉快な時空が発生し、楽しくなる。また、浪人生にも使ったことがある。しかし、荷車に乗せなければいけないくらい大きい。
ゴキブリ撃退スリッパ
スリッパと何かの柄を合体させただけのもの。あまりの出来の悪さにみおちゃんに「脳みそカビてない?」とつっこまれてしまった。
ももこ印の万能ネギ
食べる以外にも色々と使えるため、ももこが特許出願したもの。ただし、植物なので発明品とはいいがたい。
矛と盾（名称不明）
矛はどんな盾も貫き、盾はどんな矛でもはね返す。しかしその矛で盾を貫いた場合、対消滅で地球は吹っ飛んでしまう。
腕速度計と腕高度計
時計屋さんが、腕〜計を沢山売っていたことがきっかけで作ってしまったもの。
こたつスカート（名称不明）
Qちゃんの下半身を、こたつに改造したもの。スカートは毛布でパンツはこたつの金具である。しかし、ももこいわく使うときは恥ずかしい。
たつまき君
人工の台風をぶつけて本物の台風を消滅させるために発明したもの。ただしみおちゃんは説明を聞いただけで、一抹の不安を感じ始める。またももこは台風の中ぶつぶついいながら起動しようとしたためみおちゃんに「やめれ。やっぱやめれ」とつっこまれてしまう。

## フェイカーが偽造した作品
ベルマーク
10億円分のベルマークを偽造したが、ももこが見参し未遂に終わった。しかし「今回も」ということから前回も行なっており、偽造したベルマークで学校用備品を入手し、それを全国の小中学校に売りつけた。
金と銀のエンゼル
金と銀のエンゼルを大量偽造してオモチャの缶詰を手に入れ全国の子供たちに売りつけるという作戦。そのとき部下に手っ取り早く現金を偽造してはと提案されたが、自分のプライドが許さないため反対された。またこのやりとりをももこはのぞいており、呆れ気味のため見参する気も失せた。
パチスロのコイン
大量偽造し、パチスロで実際にプレイして儲けようという計画。ちなみに部下ははじめこそ絶賛していたが、お互いスってばかりいたため「最初から素直に換金したほうが」と案を出したが「安易なコトはプライドが許さない」ので足蹴にされた。なおこのやりとりをももこは再びのぞいていたが、「ほっといても自滅するな」と呆れていた。
芸術品
フェイカーの首領がバブル崩壊の機会に、贋作が出回るチャンスだと思い、絵画や陶芸品を作り、儲けようという作戦。絵画はお互い絵が下手ということから実行しなかったが、部下が陶芸品を作った時は、首領が素人のくせに「魂がこもっておらん」といった職人根性を出してしまったため、割ってしまった（部下が造った陶芸品は形がよく光が見えるくらいのツヤがあり素人にしてはなかなかの良作だった）。
黄金
フェイカーの首領がこれを偽造せずしてなにが偽造屋かと悟った。しかしそれは全財産をつぎ込んで造った錬金工房で一から造ろうという首領のこだわりだった。部下はこれに呆れたのか自ら退職届を出し、フェイカーは崩壊した。